# Zaricine, Hoșcea
Zaricine (în ucraineană Зарічне) este un sat în comuna Buhrîn din raionul Hoșcea, regiunea Rivne, Ucraina.

## Demografie
Componența lingvistică a localității Zaricine
     Ucraineană (98,96%)
     Alte limbi (0,78%)
Conform recensământului din 2001, majoritatea populației localității Zaricine era vorbitoare de ucraineană (98,96%), existând în minoritate și vorbitori de alte limbi.